# Gnophos ravistriolaria
Gnophos ravistriolaria là một loài bướm đêm trong họ Geometridae.